# Distrito de Laramate
El Distrito de Laramate es uno de los veintiún distritos que conforman la provincia de Lucanas, ubicada en el departamento de Ayacucho, (Perú).
Limita al norte con la provincia de Huanca Sancos, al oeste con el distrito de Llauta y el departamento de Ica, al sur con el distrito de Ocaña y al este con el distrito de San Pedro de Palco.
Su capital es el centro poblado de Laramate.

## Historia
Una de las primeras menciones que se realiza de la existencia de Laramate se encuentra en el relato sobre la visita del cura Cristóbal de Albornoz, que narra la represión del movimiento anticristiano en los pueblos de Hatun Rukana y Laramati en 1569. En el artículo Las Parcialidades de Hatun Rukana y Laramati en el Siglo XVI: Represión de la campaña anticristiana de 1569 y descripción de sus pueblos en 1586, del historiador Edmundo Guillén Guillén, se señala que en la década de 1560 se extendió en el repartimiento de Hatun Rukana y Laramati un movimiento de resistencia religiosa y política, que declaraba la expulsión de los españoles y un rechazo a su cultura y religión, proponiendo un retorno al culto de las huacas. Este movimiento se denominaba el Taqi Unquy, estaba liderado por Juan Chocne, quien fue apresado precisamente en este poblado.  
En la “Descripción de la tierra del repartimiento de San Francisco de Atunrucana y Laramati, encomendado en don Pedro Córdova, jurisdicción de la ciudad de Guamanga - Año de 1586”, según consta en Relaciones Geográficas de las Indias, se realizan muchas descripciones acerca de su ubicación, su clima, sus recursos naturales e historia.

Que ántes que señoreasen los Ingas esta tierra, en tiempo de su gentilidad, en cada pueblo había su señor, que ellos llamaban curaca, al cual no le daban más tributo que comida y leña y servicio y labrarles sus tierras; y que el principal de esta provincia se llamaba Condor Curi, que quiere decir buitre de oro, y este era el principal á quienes todos obedecían; y otro principal se llamaba Yanquilla, que no saben lo que dice en lengua española. Otro principal dicen que hubo que se llamó Caxa Angasi, que quiere decir espina azul; y que el Inga primero que conocieron se llamó Topa Inga Yupanqui, y luego le sucedió Guaina Capac, y á este sucedió Tupa Cusi Gualpa; y á este sucedió un su hermano que se decía Mango Inga, y en tiempo de éste llegó á esta tierra el marqués don Francisco Pizarro. Y los indios deste repartimiento de Atunrucana se ocupaban en traer por toda esta tierra al Inga en andas; y que no pagaban otro tributo; y que el Inga les mandó adorasen al sol y á la luna; y que ántes que el Inga los señorease, adoraban cerros y quebradas señaladas, y que sacrificaban corderos de la tierra y cuies, que son como conejos pequeños; y que asimesmo adoraban en tiempo de su gentilidad las lagunas que hay en la tierra fría, que se dice puna , y que la ceniza de los corderos y cuies que sacrificaban, la dejaban donde quemaban estos corderos y cuies; y que en esta tierra y repartimiento obedecían á un curaca que el Inga señaló que se llamaba Guáncar Illa… 
 Relaciones geográficas de Indias (1881-1897), pág. 188

El año 1824, el Libertador Simón Bolívar lo eleva a la categoría de distrito, con sus anexos Ocaña, Llauta y Huac-Huas.
Durante el gobierno de Ramón Castilla, mediante la Ley Transitoria de Municipalidades, del 29 de diciembre de 1856, publicada el 2 de enero de 1857, se le reconoce como distrito.
Fue elevado a la categoría de Villa, el 25 de octubre de 1892, durante el gobierno de Remigio Morales Bermúdez.
Durante el gobierno de Augusto Leguía, sobre la base de territorios pertenecientes a Laramate se crearon los distritos de Ocaña, Llauta y Huac-Huas, mediante Ley N° 6612 del 8 de abril de 1929, quedando con los límites actuales.
Uno de los hechos más dolorosos ocurridos, sucedió la noche el 9 de agosto de 1991, cuando aproximadamente un centenar de integrantes de la organización terrorista Sendero Luminoso atacaron el poblado. El ataque inició alrededor de las 22 horas, cuando estos terroristas tomaron posiciones en la Plaza Principal, frente al cuartel de la Policía,  y mientras el personal policial se encontraba celebrando su cambio a otro puesto policial, comenzaron a lanzar cartuchos de dinamita. Los policías, 20 efectivos, se les enfrentaron valientemente, resistiendo por horas el ataque y logrando matar a 11 terroristas. Por su parte los terroristas mataron a 11 policías, sobrevivieron dos gravemente heridos y los otros siete lograron fugar por techos y acequias mientras los terroristas comenzaron a incendiar la comisaría, el local del Banco de la Nación, la municipalidad distrital; luego rompieron las puertas de todas las tiendas y emprendieron un saqueo general que terminó cerca de las dos de la mañana. Todo lo saqueado lo cargaron en un camión estacionado en la plaza y luego emprendieron la retirada rumbo a Ocaña, ante el silencio de la población horrorizada. Llegaron hasta el Pedregal (cerca de Galeras) donde se dispersaron en pequeños grupos. El entonces alcalde Tito Canales Jurado que se salvó de morir, sostiene que la mayoría de los atacantes pertenecía a las comunidades de Pampamarca y Cabana, camino de Abancay. 

## Economía
Las actividades económicas y productivas predominantes en el distrito son la agricultura, la ganadería y la minería.
La actividad agropecuaria, a pesar de contar con escasa cantidad de tierra agrícola, ocupa el 50% de la población económicamente activa.  La producción es de nivel tradicional y de tecnología baja, se ubica en pequeñas parcelas y zona de laderas de propiedad individual.
La ganadería es la actividad complementaria a la agricultura, siendo otra fuente de ingresos de la población la comercialización de animales de la producción pecuaria, que está dirigida al mercado interno y extra provincial.
La minera artesanal está formada por los mineros informales que tienen presencia en las pequeñas minas de oro, donde miles de pobladores migrantes se dedican a la actividad informal. 

## División administrativa
El distrito tiene una población total de 1577 habitantes, repartidos en 1284 viviendas ubicadas en 137 centros poblados, según datos de los censos nacionales de 2017.
| Centro poblado         | Región natural | Altitud (msnm) | Población | Población | Población | Vivienda |
| Centro poblado         | Región natural | Altitud (msnm) | Varones   | Mujeres   | Total     | Vivienda |
| ---------------------- | -------------- | -------------- | --------- | --------- | --------- | -------- |
| Laramate               | Quechua        | 3,078          | 377       | 408       | 785       | 551      |
| Pulto                  | Puna           | 4,196          | 0         | 0         | 0         | 2        |
| Ronguillos             | Puna           | 4,023          | 10        | 3         | 13        | 9        |
| Yanacancha             | Puna           | 4,040          | 1         | 1         | 2         | 4        |
| Llajhua                | Puna           | 4,241          | 0         | 0         | 0         | 4        |
| Soytocco               | Suni           | 3,623          | 0         | 0         | 0         | 4        |
| Chirimayo              | Suni           | 3,545          | 2         | 1         | 3         | 3        |
| Atocata                | Quechua        | 3,477          | 214       | 106       | 320       | 155      |
| Tucuta                 | Quechua        | 3,385          | 35        | 15        | 50        | 27       |
| Patachana              | Quechua        | 3,443          | 81        | 37        | 118       | 76       |
| Tantarcancha           | Suni           | 3,500          | 4         | 2         | 6         | 4        |
| Chilcapuquio           | Quechua        | 3,447          | 0         | 0         | 0         | 2        |
| Chalhuapuquio          | Suni           | 3,589          | 12        | 4         | 16        | 12       |
| Totora                 | Quechua        | 3,304          | 0         | 0         | 0         | 4        |
| Viilcancancha          | Quechua        | 3,307          | 0         | 0         | 0         | 2        |
| Astobamba              | Quechua        | 3,070          | 3         | 1         | 4         | 5        |
| Chupancancha           | Quechua        | 3,225          | 12        | 6         | 18        | 8        |
| Lamblama               | Quechua        | 3,256          | 6         | 2         | 8         | 5        |
| Samana                 | Quechua        | 3,114          | 9         | 5         | 14        | 5        |
| Cruz de Patahuasi      | Quechua        | 3,158          | 0         | 0         | 0         | 1        |
| Aquenta                | Quechua        | 3,439          | 1         | 0         | 1         | 1        |
| Cuyo                   | Quechua        | 3,330          | 11        | 5         | 16        | 6        |
| Miraflores             | Quechua        | 3,093          | 0         | 0         | 0         | 1        |
| Tambulla               | Quechua        | 3,010          | 14        | 5         | 19        | 12       |
| Apataque               | Quechua        | 2,698          | 8         | 2         | 10        | 9        |
| San Antonio de Locchas | Quechua        | 2,796          | 72        | 32        | 104       | 45       |
| Sihuilca               | Quechua        | 2,748          | 24        | 10        | 34        | 13       |
| Ispana                 | Quechua        | 3,210          | 5         | 2         | 7         | 7        |
| Oyoca                  | Yunga marítima | 2,123          | 0         | 0         | 0         | 1        |
| Patipati               | Yunga marítima | 1,986          | 1         | 0         | 1         | 1        |
| Colca Chica            | Yunga marítima | 1,834          | 12        | 6         | 18        | 5        |
| Colca Grande           | Yunga marítima | 1,697          | 14        | 7         | 21        | 11       |
| Picullo                | Puna           | 4,095          | 2         | 1         | 3         | 1        |
| Sunama                 | Puna           | 4,054          | 1         | 0         | 1         | 2        |
| Ccaccarumi             | Quechua        | 3,487          | 0         | 0         | 0         | 1        |
| Ccaccapata             | Quechua        | 3,218          | 0         | 0         | 0         | 1        |
| Velitayocc             | Suni           | 3,517          | 0         | 0         | 0         | 1        |
| Usutayocc              | Quechua        | 3,460          | 6         | 2         | 8         | 2        |
| Manzanayocc            | Quechua        | 3,288          | 0         | 0         | 0         | 5        |
| Puquiopampa            | Quechua        | 3,231          | 3         | 1         | 4         | 2        |
| Antapuquio             | Quechua        | 3,409          | 4         | 3         | 7         | 3        |
| Sorapata               | Suni           | 3,503          | 8         | 3         | 11        | 7        |
| Rio Cunya              | Quechua        | 3,297          | 2         | 1         | 3         | 7        |
| Itanacancha            | Quechua        | 3,352          | 0         | 0         | 0         | 1        |
| Patahuasi              | Quechua        | 3,184          | 6         | 3         | 9         | 6        |
| Ccalamocco             | Quechua        | 3,349          | 1         | 0         | 1         | 4        |
| Aguada                 | Suni           | 3,531          | 0         | 0         | 0         | 4        |
| Tantarpata             | Quechua        | 3,491          | 0         | 0         | 0         | 3        |
| Ccaccamarca            | Quechua        | 3,421          | 0         | 0         | 0         | 2        |
| Huayllacca             | Quechua        | 2,960          | 2         | 2         | 4         | 2        |
| Quercocancha           | Quechua        | 3,041          | 0         | 0         | 0         | 1        |
| Pacche                 | Quechua        | 3,028          | 1         | 1         | 2         | 2        |
| Rodiuna                | Quechua        | 2,948          | 0         | 0         | 0         | 3        |
| Tantarpata             | Quechua        | 3,145          | 14        | 7         | 21        | 2        |
| Puylliyocc             | Quechua        | 2,854          | 3         | 2         | 5         | 3        |
| Sallalle               | Yunga marítima | 2,298          | 2         | 0         | 2         | 1        |
| Llocceustuna           | Quechua        | 3,204          | 3         | 1         | 4         | 3        |
| Ispana Baja            | Quechua        | 2,838          | 4         | 2         | 6         | 5        |
| Partincorral           | Quechua        | 3,156          | 3         | 1         | 4         | 1        |
| Rosasniyocc            | Quechua        | 3,076          | 0         | 0         | 0         | 2        |
| Uchpapata              | Quechua        | 2,909          | 3         | 2         | 5         | 1        |
| Tembladera             | Quechua        | 3,311          | 0         | 0         | 0         | 1        |
| Totora                 | Quechua        | 2,994          | 1         | 0         | 1         | 1        |
| Mitopampa              | Quechua        | 2,760          | 6         | 4         | 10        | 2        |
| Locchaspata            | Quechua        | 2,744          | 0         | 0         | 0         | 1        |
| La Tranca              | Quechua        | 2,714          | 0         | 0         | 0         | 3        |
| Laccapuquio            | Quechua        | 3,070          | 3         | 0         | 3         | 3        |
| Huayo                  | Yunga marítima | 2,062          | 0         | 0         | 0         | 2        |
| Molleyocc              | Yunga marítima | 1,882          | 1         | 0         | 1         | 4        |
| Chacamachay            | Puna           | 4,251          | 0         | 0         | 0         | 2        |
| Parcco                 | Puna           | 4,112          | 2         | 1         | 3         | 2        |
| Pucaccacca             | Puna           | 4,218          | 0         | 0         | 0         | 2        |
| Soraccasa              | Puna           | 4,200          | 2         | 2         | 4         | 1        |
| Colpacucho             | Puna           | 4,061          | 9         | 3         | 12        | 2        |
| Pucahuasi              | Puna           | 4,183          | 9         | 5         | 14        | 2        |
| Totorapampa            | Puna           | 4,192          | 11        | 6         | 17        | 6        |
| Miillpocc              | Puna           | 4,070          | 2         | 1         | 3         | 2        |
| Ucunlla                | Yunga marítima | 1,708          | 0         | 0         | 0         | 1        |
| Sonccolla              | Quechua        | 3,128          | 0         | 0         | 0         | 1        |
| Rodeo                  | Quechua        | 3,240          | 0         | 0         | 0         | 1        |
| Camajayocc             | Quechua        | 2,654          | 0         | 0         | 0         | 1        |
| Higos Pampa            | Yunga marítima | 1,762          | 4         | 2         | 6         | 2        |
| Mollepata              | Quechua        | 2,934          | 0         | 0         | 0         | 2        |
| Ranracancha            | Puna           | 4,222          | 5         | 4         | 9         | 2        |
| Yuraccancha            | Suni           | 3,573          | 0         | 0         | 0         | 4        |
| Achupayocc             | Suni           | 3,537          | 1         | 0         | 1         | 1        |
| Uyrurumi               | Suni           | 3,646          | 0         | 0         | 0         | 3        |
| Pichaccapuquio         | Suni           | 3,671          | 2         | 2         | 4         | 2        |
| Chaquihuaycco          | Quechua        | 3,424          | 0         | 0         | 0         | 3        |
| Palca                  | Quechua        | 2,935          | 1         | 0         | 1         | 3        |
| Yacuraquina            | Quechua        | 3,409          | 7         | 5         | 12        | 3        |
| Witco                  | Quechua        | 3,276          | 0         | 0         | 0         | 2        |
| Lucle                  | Quechua        | 3,072          | 3         | 2         | 5         | 3        |
| Cunya                  | Quechua        | 3,258          | 42        | 23        | 65        | 41       |
| Chacapata              | Quechua        | 3,007          | 1         | 0         | 1         | 2        |
| Marcalla               | Quechua        | 3,054          | 0         | 0         | 0         | 1        |
| Huaquirata             | Quechua        | 2,997          | 0         | 0         | 0         | 2        |
| Huayrana               | Quechua        | 3,040          | 0         | 0         | 0         | 2        |
| Acholante              | Quechua        | 2,877          | 2         | 1         | 3         | 2        |
| Huchpacancha           | Quechua        | 3,062          | 0         | 0         | 0         | 1        |
| Patacancha             | Puna           | 4,300          | 0         | 0         | 0         | 1        |
| Marayniyocc            | Puna           | 4,238          | 0         | 0         | 0         | 1        |
| Cullccu Chaccocc       | Puna           | 4,189          | 2         | 1         | 3         | 1        |
| Puto Huayccos          | Puna           | 4,074          | 0         | 0         | 0         | 1        |
| Sillau Pata            | Puna           | 4,299          | 3         | 1         | 4         | 3        |
| Machucancha            | Puna           | 4,033          | 0         | 0         | 0         | 1        |
| Machaypunco            | Puna           | 4,068          | 0         | 0         | 0         | 2        |
| Ssoytocco              | Puna           | 4,222          | 0         | 0         | 0         | 1        |
| Yacutogia              | Quechua        | 3,266          | 0         | 0         | 0         | 1        |
| Cceñualito             | Puna           | 4,052          | 3         | 1         | 4         | 14       |
| Urutambo               | Puna           | 4,204          | 8         | 4         | 12        | 4        |
| Puyayocc               | Puna           | 4,164          | 0         | 0         | 0         | 1        |
| Yacupaca               | Quechua        | 3,466          | 0         | 0         | 0         | 4        |
| Campanayocc            | Quechua        | 2,701          | 0         | 0         | 0         | 2        |
| Angostura              | Yunga marítima | 1,065          | 2         | 1         | 3         | 4        |
| Calentura              | Yunga marítima | 1,011          | 0         | 0         | 0         | 2        |
| Galluyoc               | Yunga marítima | 872            | 9         | 4         | 13        | 4        |
| Palulla Grande         | Quechua        | 2,668          | 0         | 0         | 0         | 1        |
| Paluya Chica           | Quechua        | 2,702          | 2         | 1         | 3         | 1        |
| Chiguita               | Quechua        | 3,129          | 0         | 0         | 0         | 2        |
| Vista Alegre           | Puna           | 4,002          | 0         | 0         | 0         | 1        |
| Pucara                 | Yunga marítima | 1,654          | 1         | 0         | 1         | 1        |
| Cunte                  | Puna           | 4,295          | 2         | 1         | 3         | 1        |
| Fioccocha              | Puna           | 4,088          | 0         | 0         | 0         | 1        |
| Aynata                 | Yunga marítima | 793            | 6         | 3         | 9         | 11       |
| Suchiocc               | Yunga marítima | 930            | 4         | 1         | 5         | 3        |
| Tranca                 | Suni           | 3,555          | 7         | 2         | 9         | 5        |
| Buena Vista            | Quechua        | 3,443          | 2         | 1         | 3         | 4        |
| Pucarumi               | Suni           | 3,582          | 0         | 0         | 0         | 1        |
| Chihuillita Alta       | Quechua        | 3,438          | 2         | 1         | 3         | 1        |
| Lambrasniyocc          | Yunga marítima | 1,269          | 3         | 2         | 5         | 3        |
| La Máquina             | Yunga marítima | 773            | 1         | 0         | 1         | 1        |
| Chico                  | Quechua        | 2,799          | 0         | 0         | 0         | 1        |
| Ranramocco             | Yunga marítima | 1,966          | 0         | 0         | 0         | 2        |
| Viscachayoc            | Quechua        | 3,346          | 1         | 1         | 2         | 1        |
| Chaviscancha           | Quechua        | 3,316          | 0         | 0         | 0         | 1        |
| Ccolccaccasa           | Quechua        | 3,478          | 1         | 0         | 1         | 1        |
| Totales                | Totales        | Totales        | 1,169     | 778       | 1,947     | 1,284    |

## Instituciones educativas
El distrito cuenta con 28 instituciones educativas, las cuales son:
| Nombre de la I.E.         | Nivel                       | Ubicación      |
| ------------------------- | --------------------------- | -------------- |
| 164                       | Inicial - Jardín            | Miraflores     |
| 170                       | Inicial - Jardín            | Laramate       |
| 185                       | Inicial - Jardín            | Patachana      |
| 206                       | Inicial - Jardín            | Atucata        |
| 23019                     | Primaria                    | Laramate       |
| 24179                     | Primaria                    | Atucata        |
| 24180                     | Primaria                    | Colca          |
| 24181                     | Primaria                    | Cunya          |
| 24182                     | Primaria                    | Challhuapuquio |
| 24183                     | Primaria                    | Chupacancha    |
| 24184                     | Primaria                    | Hispana        |
| 24185                     | Primaria                    | Patachana      |
| 24187                     | Primaria                    | Ronguillos     |
| 24188                     | Primaria                    | Tambulla       |
| 24418                     | Primaria                    | Sihuillca      |
| 24444                     | Primaria                    | Locchas        |
| 24487                     | Primaria                    | Tucuta         |
| 247                       | Inicial - Jardín            | Tucuta         |
| 286 Virgen de la Asunción | Inicial - Jardín            | Locchas        |
| Challhua Puquio           | Inicial No Escolarizado     | Challhuapuquio |
| Cunya                     | Inicial No Escolarizado     | Cunya          |
| Integración de los Andes  | Secundaria                  | Patachana      |
| Ispana                    | Inicial No Escolarizado     | Ispana         |
| Laramate                  | Técnico Productiva - CETPRO | Laramate       |
| Luis E. Galvan Candiotti  | Secundaria                  | Laramate       |
| San Antonio de Locchas    | Secundaria                  | Locchas        |
| San Salvador del Mundo    | Inicial No Escolarizado     | Laramate       |
| Virgen del Rosario        | Superior Tecnológica        | Laramate       |

## Autoridades

### Municipales
- 2019 - 2022[12]
  - Alcalde: Cresencio Vigiberto Quispe Janampa, de Desarrollo Integral Ayacucho.
  - Regidores:

  1. Danie Eudemia Fuentes Rodríguez (Desarrollo Integral Ayacucho)
  2. Ayme Caterine Jurado Chávez (Desarrollo Integral Ayacucho)
  3. Ángel Mariano Achcaray Pariona (Desarrollo Integral Ayacucho)
  4. Miguel Antonio Alfaro Sulla (Desarrollo Integral Ayacucho)
  5. Jesús Arquímides Guevara Jurado (Movimiento Regional Gana Ayacucho)

Alcaldes anteriores
- 2007 - 2010: Juan Yihino Moscoso Salcedo.
- 2011 - 2014: Noé Hilarión Gallegos Tenorio.
- 2015 - 2018: Juan Yihino Moscoso Salcedo.

## Festividades
Entre sus festividades más importantes tenemos:
Fiesta en honor al patrón del distrito, Señor Salvador del Mundo de Laramate, la cual se realiza entre los días 5 y 7 de agosto, iniciando con el tradicional albazo y fiesta en vísperas, el día central con el almuerzo comunal y tarde deportiva, finalizando con un concierto de artistas, tarde taurina, procesión de la imagen del patrón y fuegos artificiales.
Fiesta en honor a la patrona del distrito, Virgen de la Asunción, la cual se realiza entre los días 14 y 16 de agosto, iniciando con el tradicional albazo y fiesta en vísperas, el día central con el almuerzo comunal y tarde deportiva, finalizando con un concierto de artistas, tarde taurina, procesión de la imagen del patrón y fuegos artificiales. Esta es la fiesta más importante del distrito.
Fiesta en honor a la patrona del distrito, Virgen del Rosario, la cual se realiza entre los días 19 y 21 de agosto, iniciando con el tradicional albazo y fiesta en vísperas, el día central con el almuerzo comunal y tarde deportiva, finalizando con un concierto de artistas, tarde taurina, procesión de la imagen del patrón y fuegos artificiales.
Estos días de son de fiesta y gozo pleno, disfrutando de la más rica comida como el caldo de mondongo, la chicha de jora, los chicharrones de cerdo, las humitas, la pachamanca, patachi, mazamorra de calabaza, mazamorra de trigo con leche. También es tradicional de estas fiestas servir el "quemadito", preparado con cañazo y hierbas, esta bebida es brindada por los mayordomos para dar la bienvenida a los visitantes. En estas fiestas la comida y el licor corre por cuenta de los mayordomos.
Fiestas Navideñas, celebradas entre los días 23 y 27 de diciembre. Se festeja con comparsas de waylias, quienes vienen de los distintos centros poblados del distrito, venerando al Niño Dios Jesús. Los bailarines, vistosamente vestidos, ejecutan un baile y zapateo al compás del arpa, el violín y la sonaja, además de realizar los tradicionales contrapunteos o atipanacuy, donde los bailarines de los distintos centros poblados compiten para demostrar sus mejores habilidades. Esta danza se remonta a la época de la colonización española, teniendo sus orígenes en el Taki Unquy. 
Fiestas de Semana Santa, cuyas fechas de realización son variables, entre los meses de marzo y abril. Se organizan peregrinajes, misas y procesiones, para finalizar en Domingo de Resurrección y Pascuas.